# Ulrich Schwab (Theologe)
Ulrich Schwab (* 1957 in Nürnberg) ist ein deutscher evangelischer Theologe.

## Leben
Ulrich Schwab studierte Pädagogik und evangelische Theologie in München und Hamburg (1983 Magister Artium (Pädagogik) an der LMU München und 1985 Theologische Aufnahmeprüfung ELKB). Nach dem Vikariat (1985–1987) in Bad Füssing legte er 1987 die theologische Anstellungsprüfung und Ordination Evang.-Luth. Kirche in Bayern ab. Von 1987 bis 1988 war er Studienreferent am Predigerseminar Nürnberg. Von 1987 bis 1990 machte er eine gruppendynamische Ausbildung in Stein. Nach der Promotion 1991 LMU München und der Habilitation 1994 LMU München war er 1994/1995 Pfarrer in Wasserburg am Inn. Von 1995 bis 2001 lehrte er als Professor für Praktische Theologie an der Philipps-Universität Marburg und war zudem von 1999 bis 2001 Ephorus der Hessischen Stipendiatenanstalt. Seit 2001 ist er Professor für Praktische Theologie an der LMU München. 2004 erhielt er das Diplom in Themenzentrierter Interaktion (TZI) nach Ruth Cohn und 2010 die Graduierung in Themenzentrierter Interaktion (TZI) nach Ruth Cohn.
Schwab gehört unter anderem zum Herausgeberkreis  der Zeitschrift Pastoraltheologie und der Buchreihe Theologische Wissenschaft. Von 1992 bis 2003 war er Mitglied der Kammer für Bildung und Erziehung, Kinder und Jugendliche der EKD (darunter 1998–2003 als stellvertretender Vorsitzender), von 2006 bis 2012 Mitglied der Landessynode der Evangelisch-Lutherischen Kirche in Bayern. Seine Forschungsschwerpunkte sind Rollenverständnis von Hauptamtlichen in der Jugendarbeit und Inklusion sowie Religionsunterricht.

## Schriften (Auswahl)
- Evangelische Jugendarbeit in Bayern 1800–1933. München 1992, ISBN 3-459-01962-X.
- Familienreligiosität. Religiöse Traditionen im Prozess der Generationen. Stuttgart 1995, ISBN 3-17-013929-0.
- mit Stephan Leimgruber und Christina Kalloch: Lehrbuch der Religionsdidaktik. Für Studium und Praxis in ökumenischer Perspektive. Wien 2009, ISBN 978-3-451-30263-3.
- Religionsunterricht kompetenzorientiert gestalten. Ein Praxisbuch. Berlin 2018, ISBN 978-3-643-14123-1.